# Cymodoce acanthiger
Cymodoce acanthiger är en kräftdjursart som beskrevs av Barnard 1914. Cymodoce acanthiger ingår i släktet Cymodoce och familjen klotkräftor. Inga underarter finns listade i Catalogue of Life.